# 2722 Абалакін
2722 Абалакін (1976 GM2, 1970 GO2, 1978 TS2, 2722 Abalakin) — астероїд головного поясу, відкритий 1 квітня 1976 року.
Тіссеранів параметр щодо Юпітера — 3,177.